# أوفاروفو
أوفاروفو (بالروسية: Уварово) هي إحدى مدن روسيا في الكيان الفدرالي الروسي تامبوف أوبلاست.

## أعلام
- أندري ستريتسوف